# Eryngium koehneanum
 Eryngium koehneanum é uma espécie de planta com flor pertencente à família Apiaceae, descrita originalmente, por Ignatz Urban.

## Descrição
É uma erva perene, de tamanho médio a grande (atingindo de 60 cm a 1,6 m). Suas folhas são sésseis e de nervação paralela; as basais medem de 40 a 115 cm de comprimento por 15 a 50 mm de largura, com a bainha mais larga do que a base. Os frutos são deiscentes, lisos de cor castanha e brilhante.

## Distribuição
É uma espécie endêmica do Brasil, presente em estados das regiões Sudeste (Minas Gerais, Rio de Janeiro e São Paulo) e Sul (Paraná e Santa Catarina).